# 秋バテ
秋バテ（あきバテ）とは夏から秋にかけての気温の変化や暖かい日中から夜にかけての温度の変化などの寒暖の差の繰り返しで、自律神経系の乱れに起因して現れる様々な症状。夏バテと比べて、夏の紫外線で頭皮に負担が掛かって起きる「抜け毛」のような症状も特徴的。夏バテと同様に、体調不良や食欲不振などが代表的な症状。秋バテ自体は「秋」と「バテる」を併せて縮めたものである。

## 原因
人間の体は、体温を一定に保とうとしてエネルギーを消費し、かなりの負担がかかる。通常は負担に耐えることができるが、夏から秋に季節が移り変わるのと同時に気温の寒暖の差が繰り返し起こることで体が対応しきれず、様々な症状が現れるのが秋バテである。原因として挙げられるものに自律神経のバランスの乱れがある。前述の通り、体は体温を保とうとするが、汗をかいたり血管を広げたり縮めたりして体温を調整しようとするのは自律神経の働きによる。
また、太平洋側は夏や冬は天気が良い日が多く、高気圧が維持されているが春先や秋口になると低気圧が通り始める。低気圧になると、空気中の酸素濃度が低くなり、呼吸が乱れて自律神経も不安定になる。低気圧によって症状の発症や悪化にも繋がる場合もある。

## 症状と予防改善策
主な症状としては、全身の倦怠感・思考力低下・食欲不振・下痢・便秘など。夏バテと比べて特徴的なのが、自律神経の乱れや血行不良、夏の紫外線や汗で頭皮に負担が掛かり、抜け毛が増加する。
秋バテの改善と予防には十分な休養と栄養や水分の補給を行い、体を休めることが大切である。食品をバランスよく摂取し、冷えを増長する冷たいものは控えて暖かいお茶などを飲むようにすると効果的である。また、適度な運動を行うことで自律神経の機能を回復も期待できる。入浴に関しても38度 - 40度のぬるめの温度でゆっくり入浴することで交感神経よりも副交感神経が優位に立ち、リラックス効果が期待できる。